# Eisenbahnunfall von Ayyat
Bei dem Eisenbahnunfall von Ayyat brannte am 20. Februar 2002 nach der Explosion eines Gasbehälters ein Reisezug der Ägyptischen Staatsbahnen zur Hälfte aus, wobei mindestens 383 Menschen ums Leben kamen und eine unbekannte Zahl darüber hinaus verletzt wurde. Dies war der schwerste Eisenbahnunfall in der Geschichte Ägyptens.

## Ausgangslage
Der Zug war mit elf Wagen von Kairo nach Luxor unterwegs, wobei der hintere Teil des Zuges aus Wagen der 3. Klasse bestand. Diese hatten offiziell eine Kapazität von jeweils 150 Reisenden, waren aber überbesetzt. Sie sollen wegen des anstehenden Islamischen Opferfestes zu 100 % überbelegt gewesen sein. Die Fenster der Fahrzeuge waren vergittert.

## Unfallhergang
Gegen 2 Uhr explodierte im fünften Wagen eine Gasflasche. Es ist bei Reisenden in Ägypten üblich, sich während der Eisenbahnfahrt mit Hilfe von Gasflaschen Heißgetränke zuzubereiten. Eine solche privat mitgeführte Flasche soll die Ursache gewesen sein. Nach anderen Quellen soll es eine defekte elektrische Leitung gewesen sein, die den Brand auslöste. Der genaue Ablauf des auslösenden Ereignisses ließ sich im Nachhinein nicht mehr klären. Das Feuer verbreitete sich im Zug durch den Fahrtwind und die offenen Fenster sehr schnell nach hinten. Sofort fielen der Strom und die Beleuchtung im Zug aus. Sieben Wagen brannten völlig aus. Da es weder eine Kommunikationsmöglichkeit zwischen dem Lokomotivführer und dem Zug noch eine funktionierende Notbremse gab, bemerkte der Lokomotivführer nicht sofort nach dem Ausbruch des Feuers, dass der Zug, den er fuhr, in Flammen stand. Erst nach 7 km, im Bahnhof von Al Ayyat, etwa 50 km südlich von Kairo, brachte er ihn zum Stehen.

## Folgen
Laut offiziellen Angaben gab es 383 Tote. Darunter befanden sich auch mindestens 44 Reisende, die vom fahrenden Zug abgesprungen waren. Es gab jedoch keine Möglichkeit, die genaue Zahl der Reisenden in dem Zug zu ermitteln. Angesichts der Überbelegung des Zuges und des Ablaufs des Unfalls erscheint die Zahl der Opfer als niedrig, und es wurde der Verdacht geäußert, es handele sich um eine zu geringe Anzahl aus politischen Gründen, um angesichts der Katastrophe die Reputation der ägyptischen Regierung nicht weiter zu beschädigen. Der ägyptische Verkehrsminister Ibrahim El-Demiri musste im folgenden Monat wegen des Unfalls zurücktreten.